# لاس لومیتاس (تگزاس)
لاس لومیتاس (به انگلیسی: Las Lomitas) یک منطقهٔ مسکونی در ایالات متحده آمریکا است که در شهرستان جیم هاگ، تگزاس واقع شده‌است. لاس لومیتاس ۱۰٫۲ کیلومتر مربع مساحت و ۲۶۷ نفر جمعیت دارد و ۱۷۴ متر بالاتر از سطح دریا واقع شده‌است.